# Marvin Dogue
Marvin Faly Dogue (* 1. November 1995 in Ludwigshafen am Rhein) ist ein deutscher Moderner Fünfkämpfer.

## Karriere
Dogue wurde 2015 gemeinsam mit Alexander Nobis in der Staffelkonkurrenz Weltmeister. Im Juni 2015 wurden sie für diesen Erfolg zu Deutschlands Sportler des Monats gewählt. Er gewann 2017 die deutsche Meisterschaft und die Bronzemedaille in der Staffel bei den Europameisterschaften in Minsk. Ein Jahr darauf wurde er in Székesfehérvár in der Staffel Vizeeuropameister. Mit der Mannschaft folgte 2021 in Kairo der Gewinn der Vizeweltmeisterschaft, 2022 in Alexandria belegte er mit der Mannschaft bei den Weltmeisterschaften den dritten Platz.
Dogue startet wie sein Bruder Patrick, der ebenfalls zum Nationalkader zählt, für den OSC Potsdam. Trainiert wird er von Claudia Adermann.